# Мантуанское герцогство
Мантуанское герцогство — историческое государство Италии, находившееся под властью Священной Римской империи и управлением династии Гонзага. В 1530 году было преобразовано из Мантуанского маркизата, в 1745 году эдиктом императора было объединено с Миланским герцогством.

## История
Гонзага были провозглашены главой Мантуи в 1328 году; затем они получили титул маркизов, а в 1530 году были награждены герцогской короной. В 1531 году герцогство благодаря династическому браку включило в себя герцогство Монферрато, за которое позже пришлось соперничать с Савойей.
В 1627 году пресеклась прямая линия наследования на порочном и слабом герцоге Винченцо II, которому так не хватало финансов, что он продал фамильную коллекцию искусства английскому королю Карлу I, из-за чего она была утрачена во время Английской революции. Еще при его жизни, поскольку потомством он не обзавелся, Мария Гонзага (1609—1660), дочь Франческо IV Гонзага и племянница умирающего герцога, была выдана замуж за сына своего кузена Карла Неверского, одного из потенциальных наследников.
После смерти в 1627 году бездетного Винченцо II , между представителями боковых ветвей рода — герцогом Карлом I Неверским (ставленником Франции, пришел к власти 27 декабря 1627 года) и герцогом Фердинандом II, князем Гвасталлы (ставленником Габсбургов), а также Карлом-Эммануилом I, герцогом Савойи (с которым Испания заключила договор о разделе Монферрата), началась Война за мантуанское наследство (1628—1631). В ходе неё, в 1630 году императорская армия с 36 тысячами ландскнехтов осадила город, где начались голод и чума, от какового бедствия Мантуя не оправилась долгие годы, а герцог потерял значительное состояние. В результате, согласно Регенсбургскому договору 1630 года и договорам, заключенным в Кераско, в 1631 году, Мантуя досталась Карлу Гонзага-Неверскому, представителю младшей ветви Гонзага, давно обосновавшейся во Франции.
Потомок Карла, герцог Фернандо Карло Гонзага, неудачливый правитель, чьим единственным желанием было устраивать приемы и театральные представления, принял сторону Франции во время Войны за испанское наследство и впустил в город французский гарнизон. После поражения Франции он был объявлен свергнутым победителем, императором Иосифом, найдя себе убежище в Венеции, где жил в окружении многочисленного имущества, увезенного из Мантуи, в том числе картинной галереи. К моменту его смерти в 1708 году семья Гонзага окончательно по воле Австрии потеряла право на Мантуанское герцогство. Монферрат был отдан герцогу Савойскому, и его потерю император компенсировал наследникам Гонзага-Неверов по женской линии — Лотарингскому дому, предоставлением Тешенского княжества в Силезии.
Мантуанское герцогство ненадолго было объединено с Миланским указом Иосифа II от 26 сентября 1786 года. Впоследствии оно было восстановлено в своих административных границах указом Леопольда II от 24 января 1791 года.
Кампо-Формийский мир 1797 года аннексировал герцогство, присоединив к Цизальпинской республике, где оно превратилось в провинцию Мантуя, затем логично ставшей частью Итальянского королевства, а позже республики.
Последняя попытка восстановления Мантуанского герцогства как суверенного образования была предпринята представителем одной из боковых ветвей династии Гонзага, принцем Алессандро Гонзага-Кастильоне, который тщетно пытался добиться этого с 1831 года до своей смерти в 1875 году, сначала от Австрийских императоров, позже — от Сардинских королей.

## Правители Мантуи

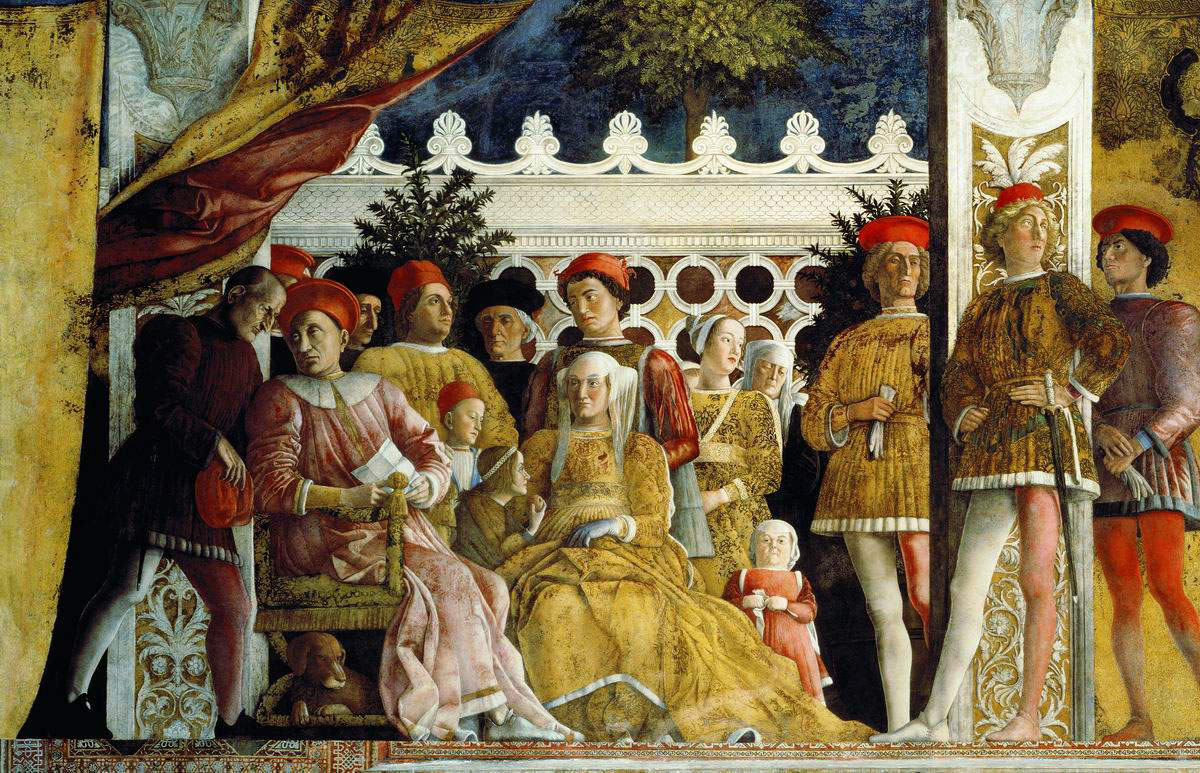
Андреа Мантенья. Двор Лудовико II Гонзага в Мантуе

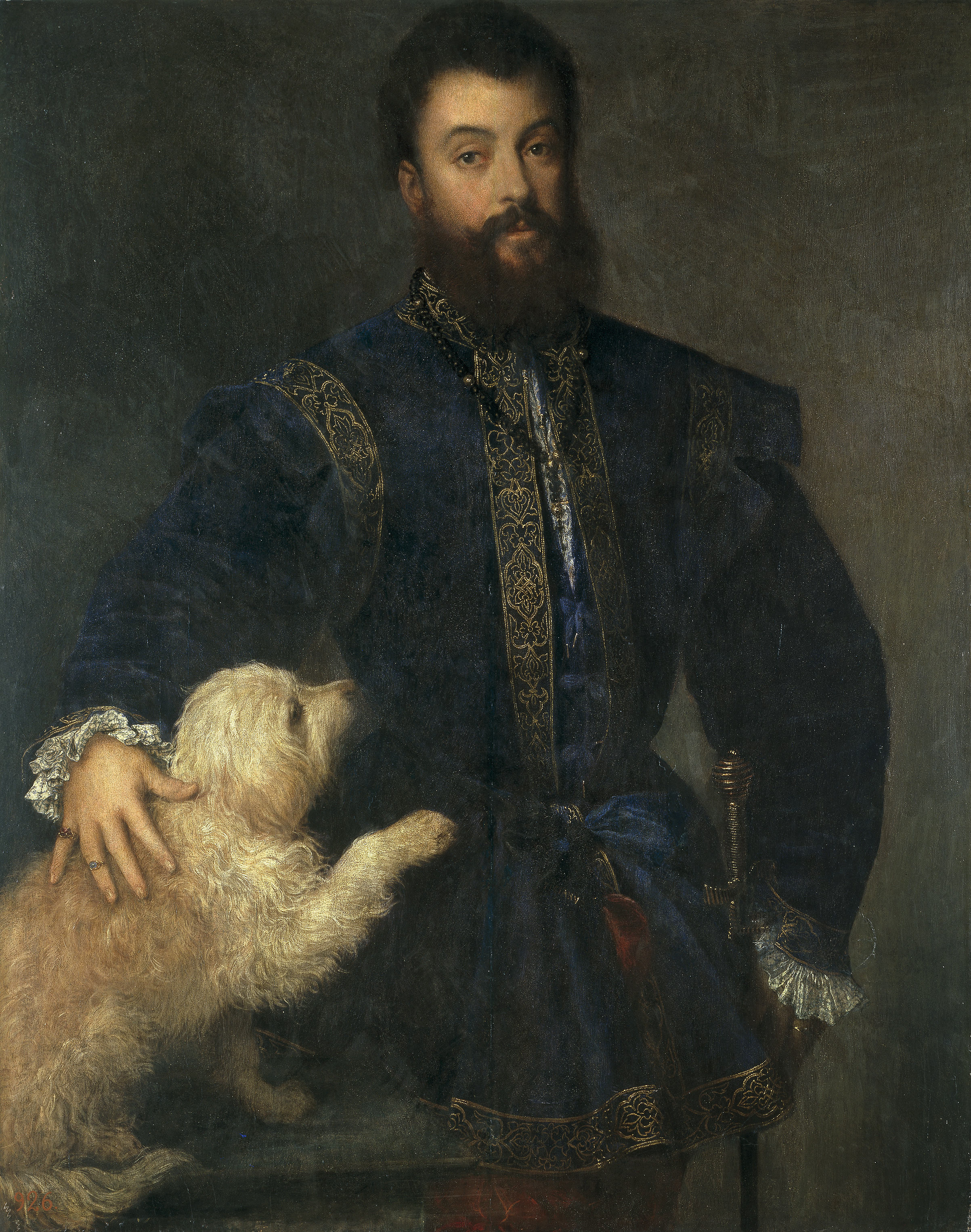
Тициан. Портрет Федерико II Гонзага

### Народные капитаны
- Луиджи Гонзага (Людовико I) (годы правления: 1328—1360)
- Гвидо Гонзага (1360—1369), сын предыдущего
- Лудовико II Гонзага (1369—1382), сын предыдущего
- Франческо I Гонзага (1382—1407), сын предыдущего
- Джованни Франческо I Гонзага (1407—1433), сын предыдущего

### Маркграфы
- Джованни Франческо I Гонзага, стал 1-м маркизом Мантуи, правил как маркграф в (1433—1444)
- Лудовико III Турок Гонзага (1444—1478), сын предыдущего. Женат на Барбаре Бранденбургской, племяннице императора Сигизмунда
- Федерико I Горбатый Гонзага (1478—1484), сын предыдущего.
- Франческо II Гонзага (1484—1519), сын предыдущего. Женат на Изабелле д’Эсте
- Федерико II Гонзага (1519—1530), сын предыдущего. Женат на Маргарите Палеолог, благодаря чему получил Монферрат

### Герцоги
- Федерико II Гонзага, стал 1-м герцогом Мантуи, правил как герцог в 1530—1540; как маркграф Монферрата в 1533—1540
- Франческо III Гонзага (1533—1550), сын предыдущего. Женат на Екатерине Австрийской, дочери императора Фердинанда I
- Гулиельмо Гонзага (1550—1587), герцог Монферрата с 1574, брат предыдущего. Женат на Элеоноре Австрийской, сестре Екатерины
- Винченцо I Гонзага (1587—1612), сын предыдущего. Женат на Элеоноре Медичи. Выдал свою дочь Элеонору за императора Фердинанда II
- Франческо IV Гонзага (18.02.1612 — 22.12.1612), сын предыдущего. Женат на Маргарите Савойской, дочери Карла Эммануила
- Фердинандо I Гонзага (1612—1626), брат предыдущего.
- Винченцо II Гонзага (1626—1627), брат предыдущего. Женат на кузине Изабелле Гонзага, маркизе Новеллара. На нем прямая линия пресекается, и после Войны за мантуанское наследство престол переходит к младшей ветви рода Гонзага.
- Карло I Гонзага-Невер (1627—1637), сын Луиджи Гонзага-Невера, третьего сына Федерико II Гонзага. Женат на Катерине, дочери Карла де Гиза. Его сын:
  - Карло II Гонзага-Невер, герцог Неверский и Ретельский. Наследник и номинальный соправитель отца (1627 — 30 августа 1631). Женат на Марии Гонзага, дочери Франческо IV Гонзага
- Карло III Гонзага-Невер (1637—1665), сын Карло II Ретельского. Выдал свою сестру Элеонору за императора Фердинанда III. Женат на Изабелле Кларе Австрийской, дочери архиепископа Леопольда V.
- Фернандо Карло Гонзага-Невер (Карло IV) (1665—1708), сын предыдущего. Женат первым браком на Изабелле Гонзага, дочери Ферранте III Гонзага Гвастальского; вторым на Сюзанне Лотарингской, дочери герцога Карла III д’Эльбёф.